# Monasterio de Santa María la Real (Irache)
El monasterio de Irache (en euskera: Iratxeko monasterioa) es un conjunto monacal situado en la población navarra de Irache perteneciente al municipio de Ayegui, en la Merindad de Estella en Navarra, España. Sus orígenes inciertos se remontarían al siglo VIII, pudiendo haber sido fundado por el monarca Sancho Garcés I de Pamplona, existiendo evidencia, por algunos elementos arquitectónicos conservados, de su existencia en el siglo XI época durante la cual recibió cuantiosas donaciones que contribuyeron a su engrandecimiento. Fue regentado por los benedictinos.
La Iglesia católica conmemora la festividad de la advocación el 8 de septiembre.
Es uno de los conjuntos monumentales más importantes de la Comunidad Foral de Navarra que se ha conservado mejor ya que, a diferencia de otros, como el monasterio de la Oliva o el más cercano monasterio de Iranzu, jamás fue abandonado evitando así su ruina. Situado a la vera del Camino de Santiago, cerca de Estella y al pie de Montejurra, está formado por un conjunto de edificios añadidos o reformados a través del tiempo, donde se conjugan diversos estilos: desde el románico evolucionando al cisterciense que destaca en diferentes partes de la iglesia románica del siglo XII, hasta el plateresco del claustro y el herreriano de la torre. En lo referente a los bienes muebles contenidos en la iglesia (imágenes, retablos, etc) gran parte de los mismos, con ocasión de la desamortización de Mendizábal de 1836, fueron trasladados y se conservan en la iglesia parroquial de Dicastillo, incluyendo la talla original de la titular, Santa María la Real de Irache. La primera guerra carlista causó el incendio de la parroquia dicastillesa destruyendo el fuego todo su mobiliario.
Durante toda su existencia ha realizado diferentes funciones: desde hospital jacobeo, pasando por una universidad entre 1569 y 1824, ejerciendo temporalmente como hospital de sangre durante las Guerras Carlistas, pasando a convertirse de nuevo en centro de formación, esta vez de los escolapios, entre 1885 y 1984. Hay una excepción un intervalo entre, al menos, 1937 y 1939 en que albergó un campo de concentración franquista. El edificio quedó sin uso desde 1985. En 2005 se acordó la cesión gratuita por parte del Gobierno de Navarra, propietario del mismo, a la Administración del Estado con el fin de convertirlo en Parador Nacional. Tras catorce años sin que prosperara este proyecto turístico, en 2020 se iniciaron los trámites para que fuera devuelto a la Comunidad Foral de Navarra.

## Contexto geográfico
Como es habitual en los emplazamientos de otros monasterios, la situación geográfica y estratégica de este caso se explica por varios motivos:
- Se ubica en altura respecto al cauce del río Ega facilitando el control y acceso a los terrenos agrícolas fértiles de la vega fluvial. En el piedemonte de Montejurra, disponía de pastos y madera, así como agua procedente de fuentes, arroyos y manantiales del «drenaje natural de Montejurra y del diapiro de Estella.»[7]

- Siguiendo la vía natural de comunicación, sobre la vía romana que unía Iacca (Jaca) con Vareia (Logroño), a 2 km de Estella,[8] su sitúa a mitad de camino entre Pamplona y Logroño teniendo presente que, además de ser un hito jacobeo, respondía al interés de la monarquía pamplonesa mientras mantuvo posesiones reales en el territorio actualmente ocupado por La Rioja, especialmente entre los siglos IX y XI.

Está preponderancia cambia a finales del siglo XI con el surgimiento de la Estella con enclave de unos vecinos francos que la llevan durante el siglo XII a consolidarla como «un pujante centro urbano y económico, escala obligada del Camino de Santiago.»

## Historia

### Edad Media
Aunque en el siglo XVII el cronista benedictino, fray Antonio de Yepes, fijaba el origen del monasterio en época visigoda, no se han encontrado testimonio escrito o arqueológico que secunde tal afirmación.

#### Expansión: 958-1225
Las primeras noticias documentadas sobre el monasterio de Irache datan de 958. Se cree que pudo ser fundado por Sancho Garcés I en 908 después de que conquistara el castillo de Monjardín, antes castillo de San Esteban.
Durante el siglo XI adquiere gran relevancia adquiriendo grandes posesiones mediante donaciones y adquisición de otros monasterios a su autoridad. Su ubicación, en pleno Camino de Santiago, y en el centro del reino de Pamplona (casi a mitad de camino de Pamplona y de Nájera) le favorecen en su importancia.
Entre los años 1052 y 1054 se construye, por orden de García Sánchez III, el de Nájera, un hospital de peregrinos, el primero del reino. El esplendor llega en el siglo XI con largo abadiado de San Veremundo durante el cual serán numerosas las donaciones que contribuyan al engrandecimiento del cenobio. En 1061 Sancho IV de Peñalén firma dos donaciones dedicadas a «Sancte Marie ad cuius honorem ecclesia edita est et monasterium quod dicitur Yraç.» Entre los siglos XII y XIII se construye la iglesia actual que sustituye a la existente hasta entonces.
Aunque la relevancia asistencial jacobea de Irache mengua ante la pujanza Estella, «el crecimiento de la ciudad será proporcional al crecimiento de las rentas irachenses.» Así en 1187, Sancho el Sabio dona la iglesia de San Juan de Estella al monasterio. «El monasterio de Irache debió alcanzar en el último tercio del siglo XII y la primera mitad del XIII un segundo florecimiento, sobre todo económico, que permitió concluir la actual iglesia abacial.» 
El monasterio venía siendo regentado por la Orden Benedictina. Desde el segundo tercio del siglo XV, y hasta 1522, el monasterio está presidido por abades comendatarios que residían fueran de la abadía y preocupados por el cobro de las rentas. Con ello se descuida y desampara la vida monástica y se deja sentir en el monasterio la crisis del reino de Navarra. Irache no se queda al margen y se verá afectada por la guerra civil entre los agramonteses y beaumonteses provocando la huida de la mayoría de los monjes.

### Edad Moderna: la Universidad Real de Irache
Con la reforma benedictina iniciada en 1390 en Castilla (en San Benito de Valladolid) llega el 24 de abril de 1522 al monasterio de Irache lo cual supone la renovación de la comunidad y su incorporación a la Congregación de San Benito de Valladolid desde el 9 de diciembre de 1531. El 25 de septiembre de 1531 el general de la congregación, Alonso del Toro, toma posesión del monasterio y nombra al burgalés Francisco de Orense como abad trienal con derecho a asiento en el capítulo general de Valladolid (en una silla labrada con el escudo de Irache y de Navarra), y con derecho a asiento y a voto en las Cortes de Navarra.
Entre 1539-1544 ya hay apuntes que indica que funcionaba un Colegio de Artes y Teología. Sobre este centro se levantará, en 1569, la Universidad de Irache. El origen está en 1534 cuando el papá Clemente VII concede al monasterio de San Facundo (Sahagún) «la facultad de conferir grados académicos». En esta inquietud académica hay otros dos circunstancias que ayudan a entender su creación:
- Que Felipe II «prohibió ya el salir a estudiar y graduarse en el extranjero, y en Navarra y en Provincias Vascongadas no había universidad, suplicó Felipe II a los benedictinos trasladasen la suya de Sahagún a Irache. Accedieron éstos, y Paulo V aprobó la traslación en 1605.»[19]
- Que en Navarra durante el siglo XVI se registran en las Cortes de Navarra propuestas e iniciativas buscando la fundación de una universidad para el reino.[20]

Pocos años después se convierte en Universidad Pontificia en 1616 de la mano del papa Paulo V y en 1665 la confirma Felipe IV. Es por ello, la primera universidad que ha existido en la Comunidad Foral de Navarra.
Como universidad menor, obtuvo el reconocimiento de distintos grados por parte de la Universidad mayor de Salamanca. Quedó constituida con cinco facultades: teología, filosofía, derecho canónico, derecho civil y medicina. Realmente las tres primeras fueron las más cultivadas junto con las lenguas clásicas y semíticas así como la historia. La imprenta de la propia universidad ayudó en tal difusión.
Después de un periodo de auge en el siglo XVII decae a comienzos del XIX, cerrándose en 1807 por decisión de Carlos IV.

### Etapa contemporánea: hospital de guerra

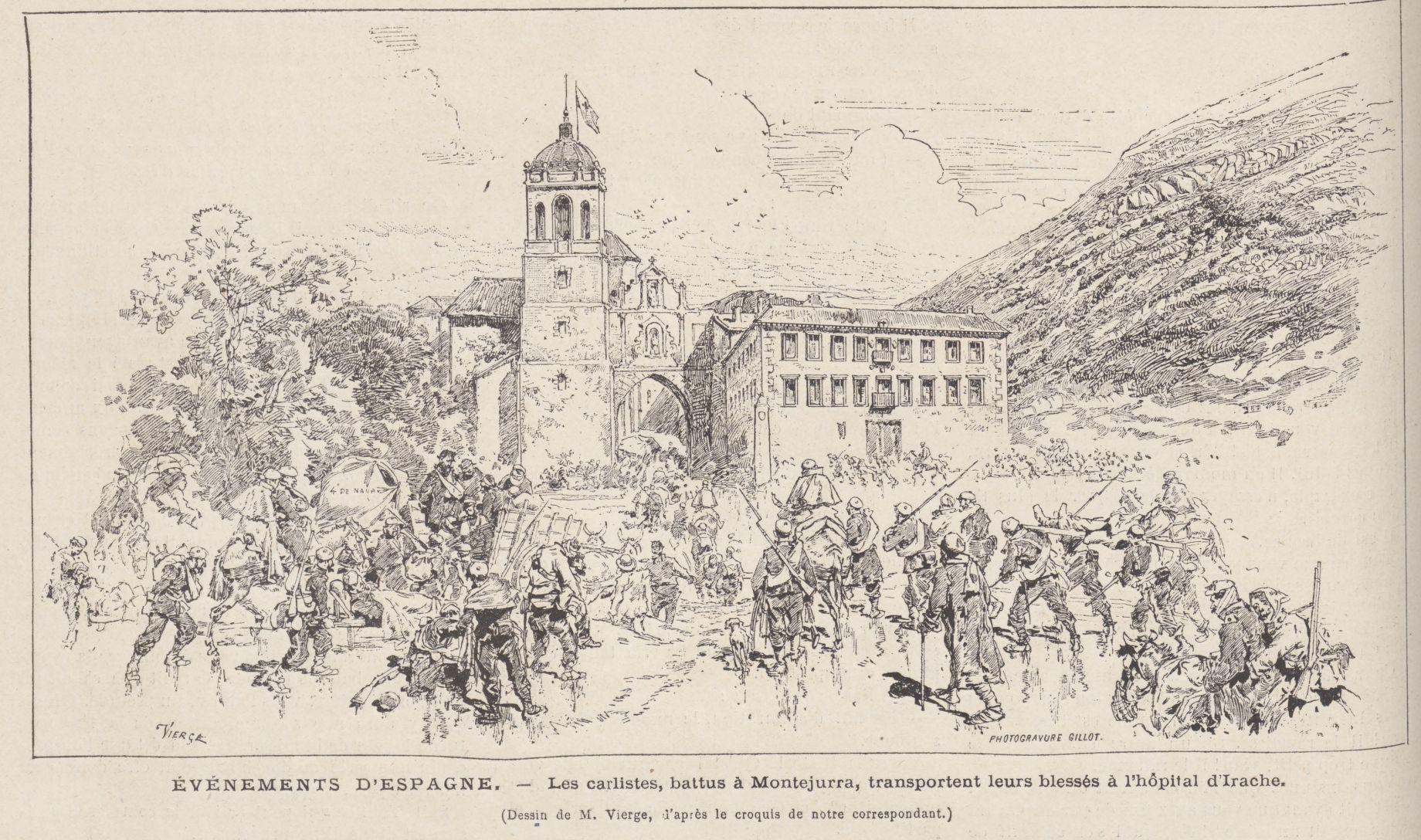
«Les carlistes, battus à Montejurra, transportent leurs blessés à l'hôpital d'Irache», de Vierge, en Le Monde Illustré, 1876

El ejército de Napoleón utilizó el monasterio como hospital de guerra una vez expulsados los monjes, que volvieron a ocuparlo una vez finalizada la guerra de la independencia en 1820. 

#### Guerras carlistas
Fernando VII instauró de nuevo el cenobio en 1824 que se abolió en 1839 después de la finalización de la Primera Guerra Carlista lo que dejó el monasterio deshabitado. 
Durante la Primera Guerra Carlista fue hospital de sangre de los carlistas. En 1836 el Estado realiza algunas reparaciones pero después del cierre de la vida monástica se dona a la iglesia de Dicastillo los retablos y la imagen de la virgen de Irache como compensación por las pérdidas que esta parroquia tuvo durante la contienda.
Durante la tercera guerra carlista vuelve a utilizarse como hospital gestionado por La Caridad, una organización dirigida por la esposa del pretendiente, Margarita de Borbón-Parma.
Pasa a ser de titularidad del Estado y se declara, el 24 de abril de 1877, monumento histórico-artístico. En 1887 se cede el conjunto a la orden de las Escuelas Pías que lo usan como noviciado y colegio hasta 1984 que se cierra.

#### Guerra civil española
En plena Guerra Civil, el bando sublevado requisó el edificio para utilizarlo como campo de concentración de prisioneros republicanos. En mayo de 1939, ya finalizada la contienda, continuaba desempeñando esta función.

#### Proyecto turístico
En 1986 pasó a depender del Gobierno de Navarra y el 10 de abril de 2006, el Gobierno de Navarra acordaba cederlo al Instituto de Turismo de España, con la aceptación por parte de la Dirección General del Patrimonio del Estado el día 30 de octubre de ese mismo año para la construcción de un Parador Nacional en Navarra.
Se cedía el conjunto monacal, con la excepción de la iglesia y la sacristía, y una finca colindante de 5019 m² por un periodo de cincuenta años prorrogables por otros cincuenta. La acción se contextualizaba en la dotación de alojamiento del llamado de "calidad" en la ruta del Camino de Santiago. El proyecto de parador finalmente quedó frustrado, y en 2020 la Administración central procedía a devolver el inmueble al Gobierno de Navarra.

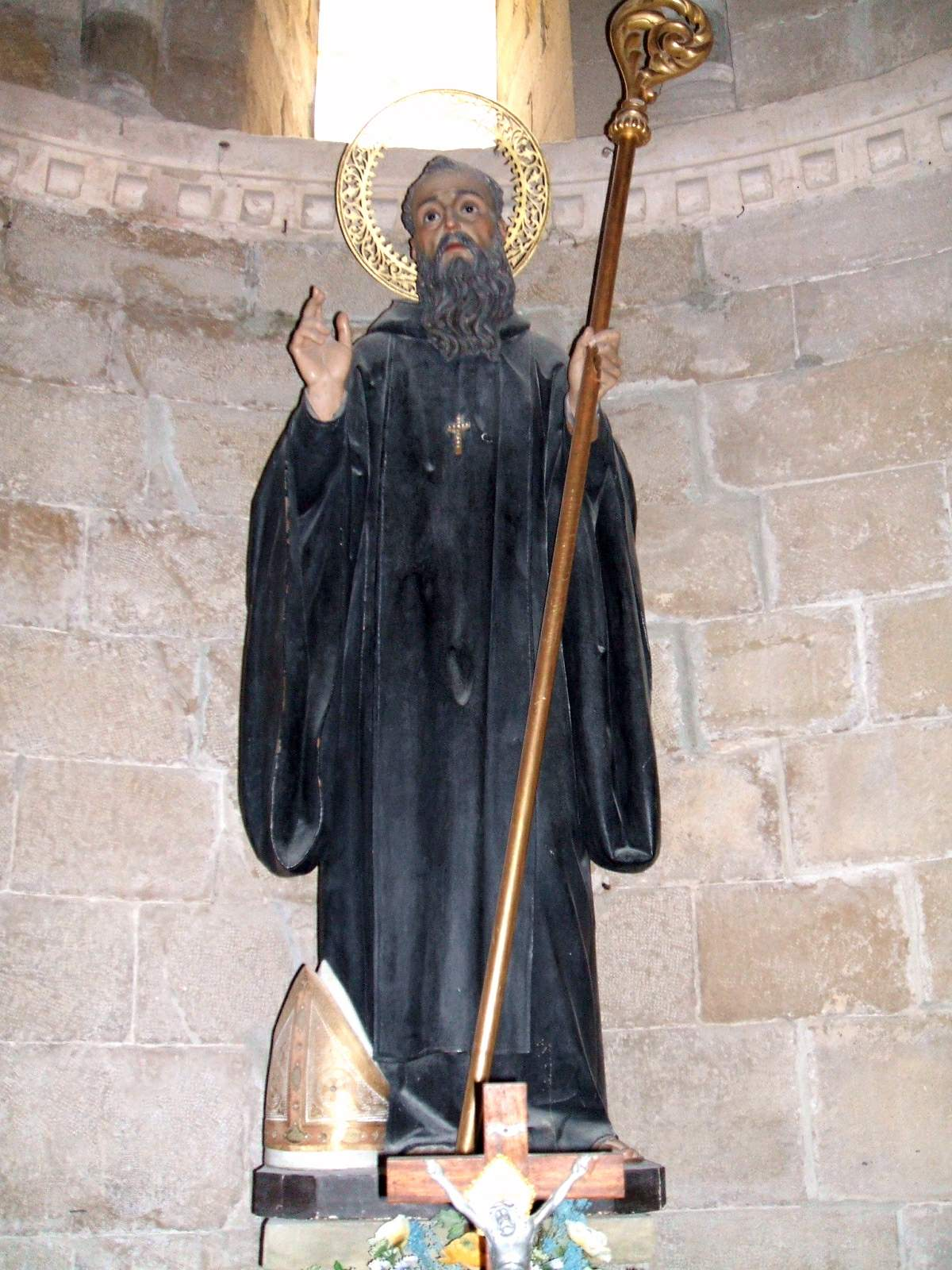
Imagen de San Veremundo

## Entre la realidad y la leyenda: San Veremundo
Una de las leyendas vinculada con Irache viene de la mano de uno de sus abades, San Veremundo (1056-1098) cuya festividad se celebra el 8 de marzo. Unos años antes a su abadiado se había fundado el hospital de peregrinos jacobeos que mantedría su relevancia hasta 1090. El mismo monarca antes mencionado, Sancho IV de Peñalén, coetáneo del abad, agrandó su dominio con cuantiosas donaciones: 12 pequeños monasterios, 3 iglesias y 6 villas pasaron de manos reales a las del cenobio. A estas se le sumaron otras procedentes de particulares, de manera experimento Irache durante su gobierno un crecimiento quintuplicado en lo referente al número de monasteriolos e iglesias incorporadas a su dominio y triplicado en lo que respecta al número de villas.
La leyenda cuenta que, en contra de las disposiciones de la congregación, solía llevar a escondidas alimentos a los peregrinos del Camino de Santiago que paraban en el hospital monacal. Escondía las viandas bajo los hábitos. Cuando los hermanos le interrogaban por lo que llevaba y le obligaban a enseñarlo, los alimentos se convertían en flores o leña.
Al lado del monasterio se hallan las Bodegas de Irache, que se nutren de los viñedos que rodean el conjunto monacal. Estas bodegas han modificado uno de los caños de la fuente de la plaza para hacer que mane vino, mientras el otro sigue manando agua.

## Conjunto monumental
El conjunto monacal está conformado por la iglesia con atrio ante la portada oeste y torre, un claustro con sobreclaustro al sur, otro al oeste, el llamado claustro nuevo, la sacristía la sala capitular y el refectorio. Ocupa una superficie de 6905 m² de los cuales 1073 m² corresponden a la iglesia. 

### Restauraciones
Como es natural en este tipo de monumentos, ha sido objeto de reiteradas restauraciones: «Las más relevantes han sido las que han afectado a la cabecera (1976-1982), a la torre (1995-1996), al cimborrio y al transepto norte (1996-1998), al transepto sur (1999-2000), a las cubiertas de la nave norte (2000), a la fachada occidental, al atrio u al tramo más occidental del interior (2002-2003), y a las cubiertas del resto de las naves (2016).» Más recientemente, se ejecutaron restauraciones acabadas en noviembre de 2018, centradas en los muros y las bóvedas del interior de la iglesia. Finalmente, entre julio de 2019 y julio de 2020 se han practicado otras intervenciones incluyendo excavaciones arqueológicas que arrojaron datos innovadores como era la existencia de estructuras anteriores. Mediante un sondeo geofísico se evidenció en el subsuelo la planta de una iglesia de menor tamaño, con triple ábside, que habría ocupado la superficie del actual crucero junto a los dos primeros tramos de la nave central. Sin embargo, a la hora de ejecutar la excavación se encontraron cimentaciones de dos edificaciones sucesivas anteriores, una del siglo XI y otra del siglo X, además de restos más antiguos (una necrópolis cristiana datada entre los siglos V y VII).

### Iglesia
La iglesia abacial, construida en el siglo XII sobre otra anterior, es de cabecera románica y cuerpo cisterciense. Con planta en cruz latina tiene tres naves de tres tramos (los de la central cuadrados), siendo la central de doble anchura que las laterales, y un ábside triple semicircular. Las obras de este templo se debieron prolongar hasta entrado el siglo XIII lo que explica la influencia cistercienses inspirada en Santo Domingo de la Calzada en La Rioja. En este templo se guarda una proporción de uno a cuatro de módulo entre el central y los laterales, similar a la de iglesia de Santa María la Real de Sangüesa que se construyó por la misma época.
Los pilares son cruciformes de gran tamaño, de orden gigante, con medias columnas adosadas en el frente los lados que reciben por medio de capiteles de estilo cistercienses los arcos, que sustentan las bóvedas de crucería que en sus claves se adornan con medallones, son ovijales y se apoyan en pilares cruciformes que en sus frentes tiene pares de medias columnas. La nave central se apoya en grandes columnas normales que reciben directamente los arcos. Al pie de la nave central se presentan tribunas bajo arcos apuntados en cuyos muros se abren óculos en pareja.
En el crucero, que mantiene la altura de la nave central, los nervios que mantienen la bóveda se apoyan sobre ménsulas que se adornan con cabezas y motivos vegetales. Se cubre con una cúpula de media naranja que sustituyó al cimborrio original a finales del siglo XVI o principios del XVII. De este quedan los capiteles que lo sustentaban, uno en cada ángulo. estos capiteles están enmarcados por dos cabezas, una arriba y otra abajo, sobre las que se apoyan sendas figuras que simbolizan a los cuatro evangelistas. Bajo de ellas están las columnas que lo sustentan sobre pedestales prismáticos y base circular.
El ábside, conformado por tres tramos semicirculares, en correspondencia con las naves, están cubiertos, los laterales, por bovedilla de un cuarto de esfera, mientras que el central tiene una bóveda de cañón que finaliza en bóveda de horno. El tramo central destaca por su ornamento, los capiteles son relevantes con motivos historiados. El ingreso se realiza por un arco del triunfo doble que descarga en columnas únicas de orden gigante, más delgadas que las de las naves. Unas impostas ornamentadas con diferentes motivos (tacos, vegetales en círculos y puntas de diamante) dividen el lienzo semicircular del tramo central del ábside en tres subtramos. Estas impostas siguen por los brazos del crucero. En el subtramo superior se alternan arquillos de medio punto ciegos con óculos, en el medio son arcos de medio punto que tienen tres arquivoltas que se apoyan en capiteles historiados que se apoyan en pilastras en los laterales y columnas en la parte central, hay tres ventanas abocinadas entre arcos ciegos. El subtramo inferior es liso con una hornacina.
Los ábsides laterales, más simples, tienen ventanas abocinadas de medio punto. Los capiteles están ornamentados con motivos vegetales e historiados.
En las naves laterales se ubican ventanas apuntadas que iluminan el templo. En el crucero, en el lado este, hay un rosetón y frente a él una ventana en arco de medio punto.

Posee dos portadas románicas en las que se exponen motivos historiados. La puerta que comunica el templo con el claustro, llamada puerta Preciosa, está decorada con imágenes del Salvador y de la Virgen María.

Monasterio de Irache
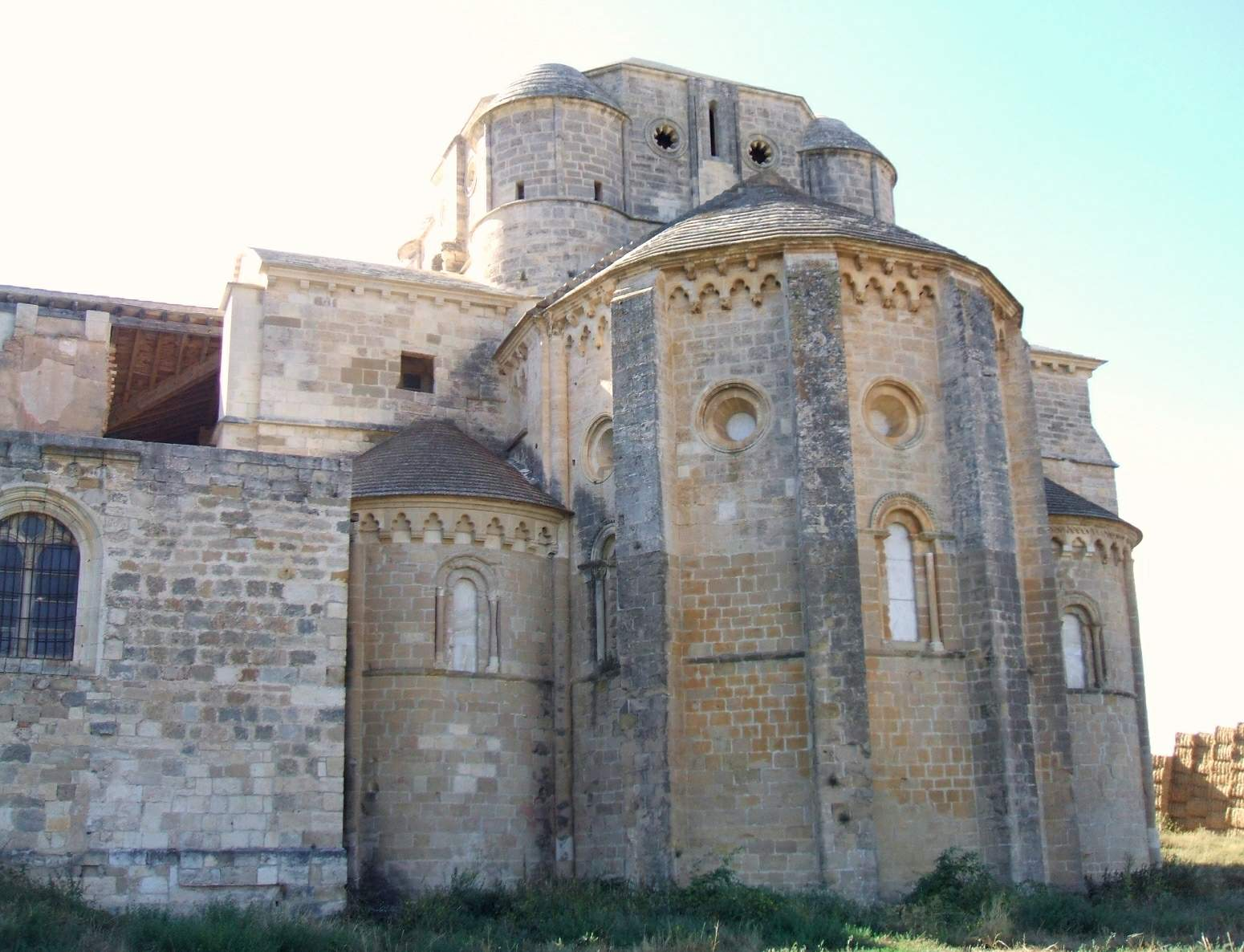
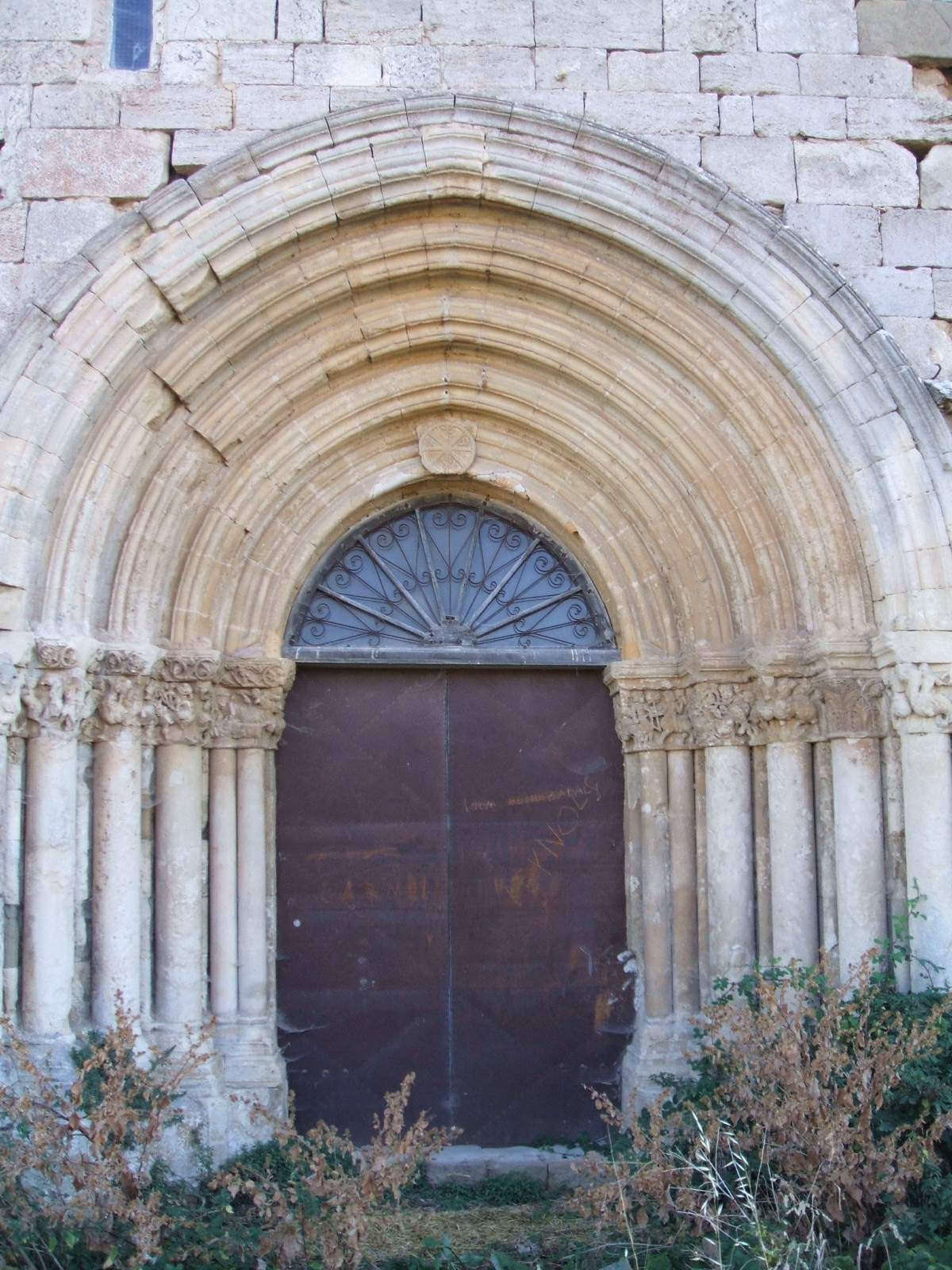
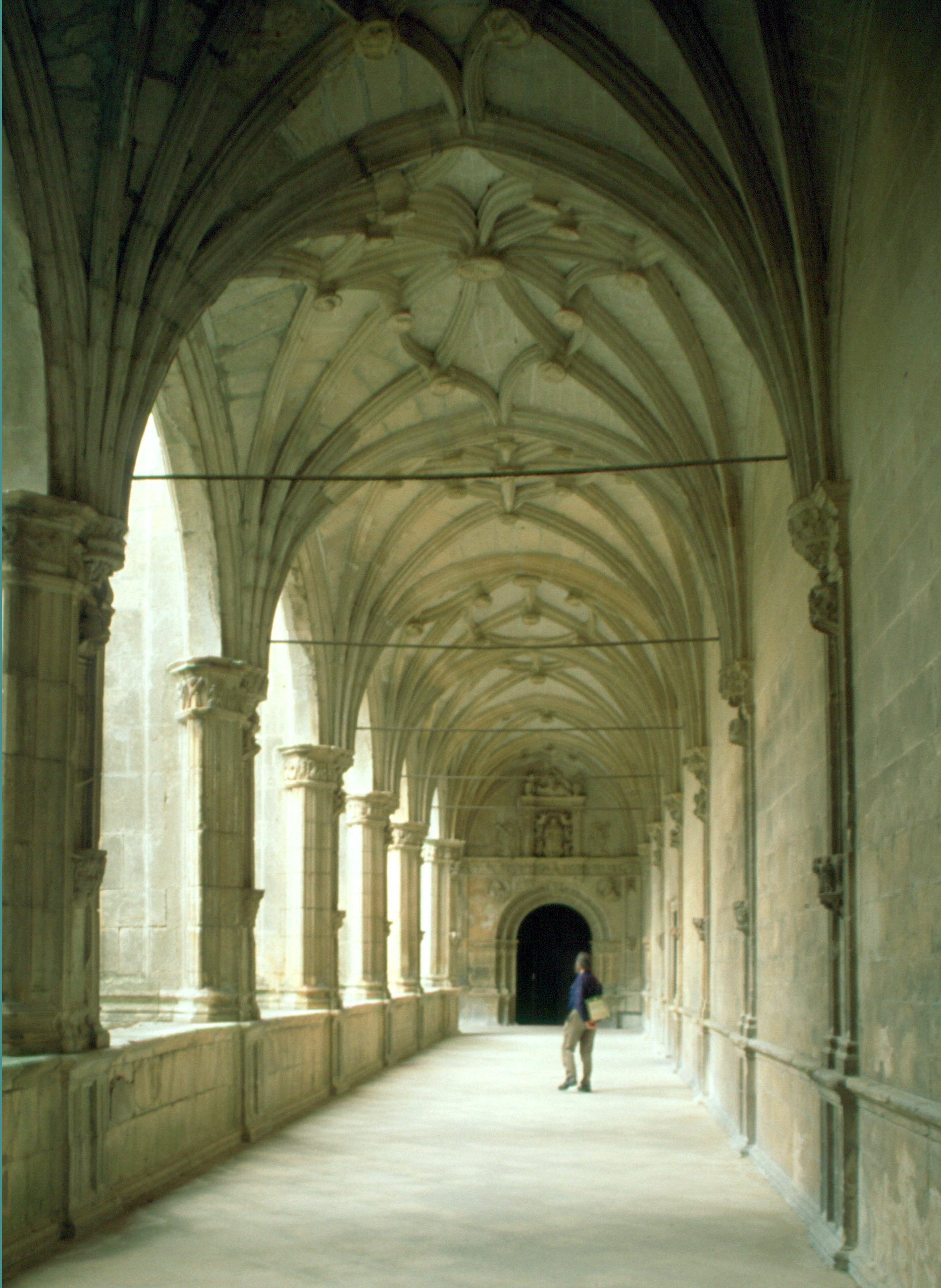
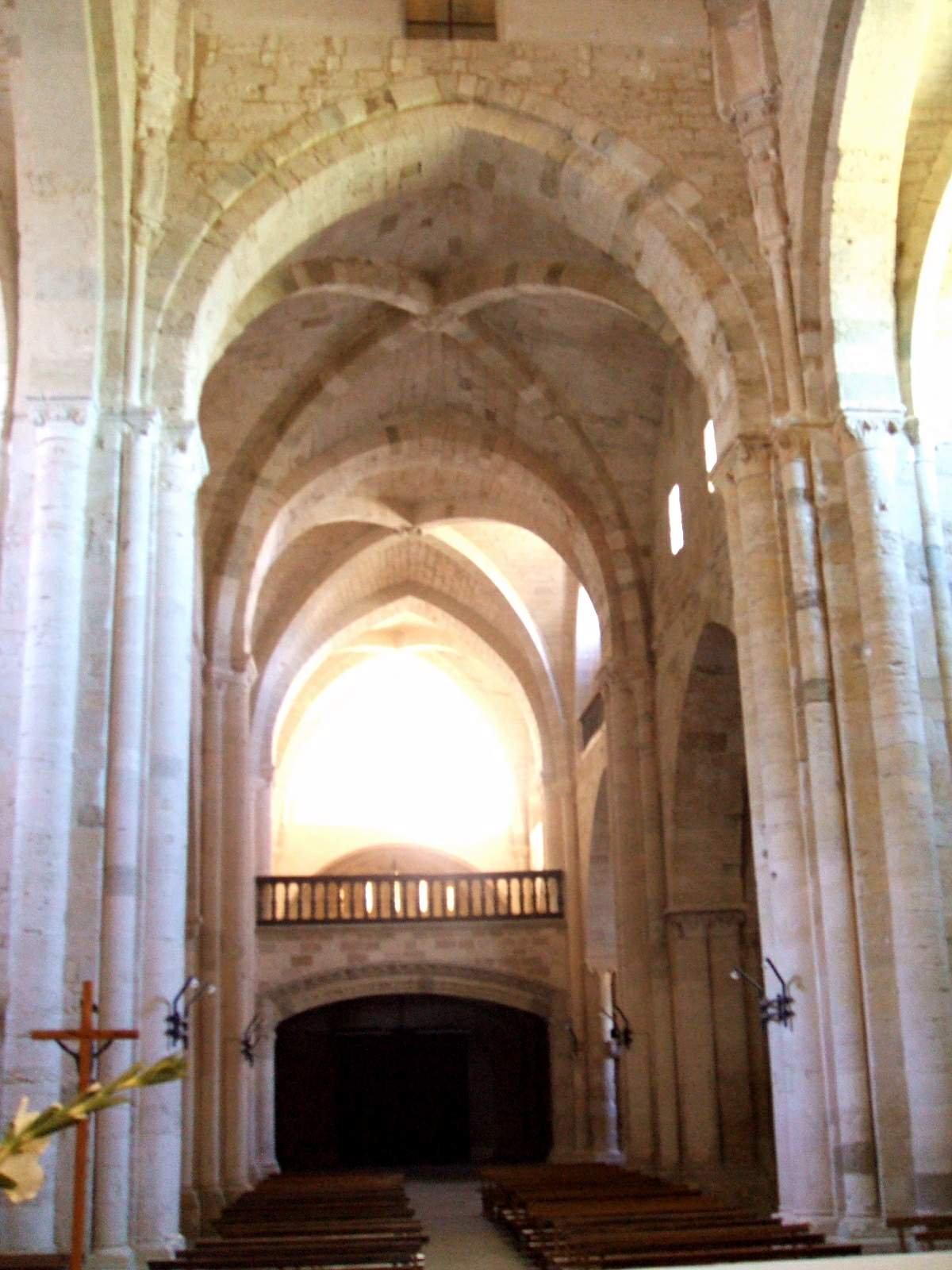
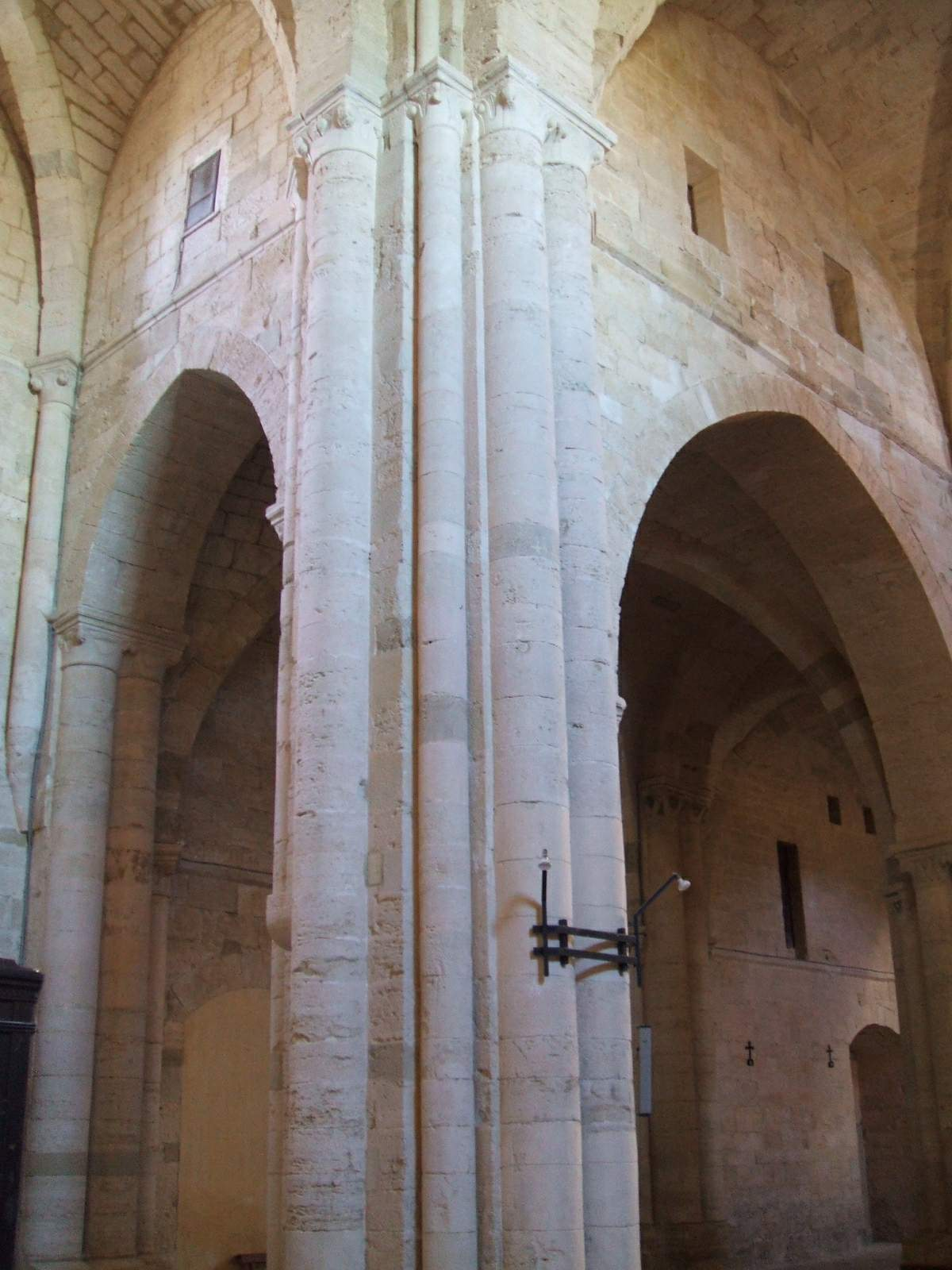
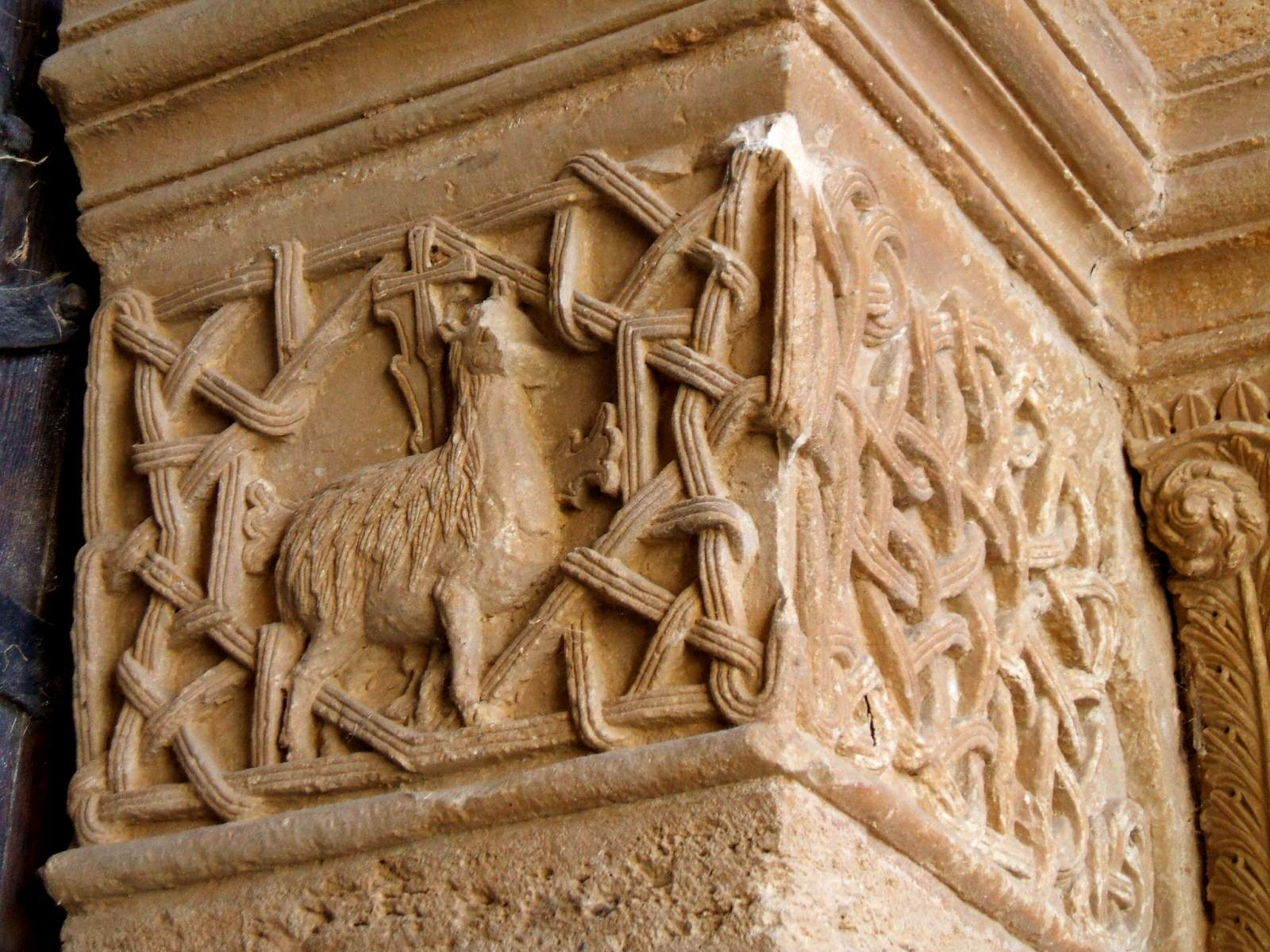
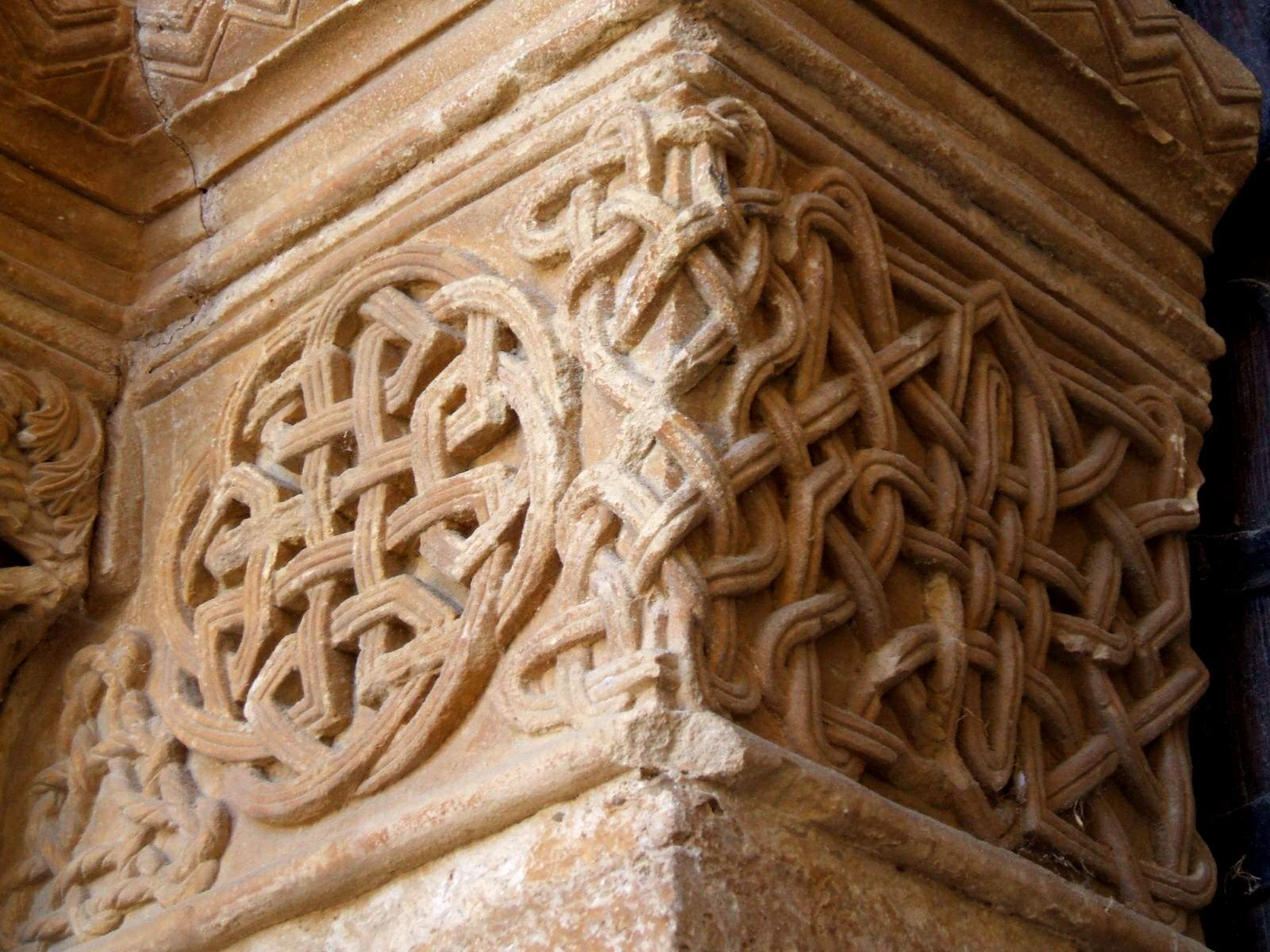
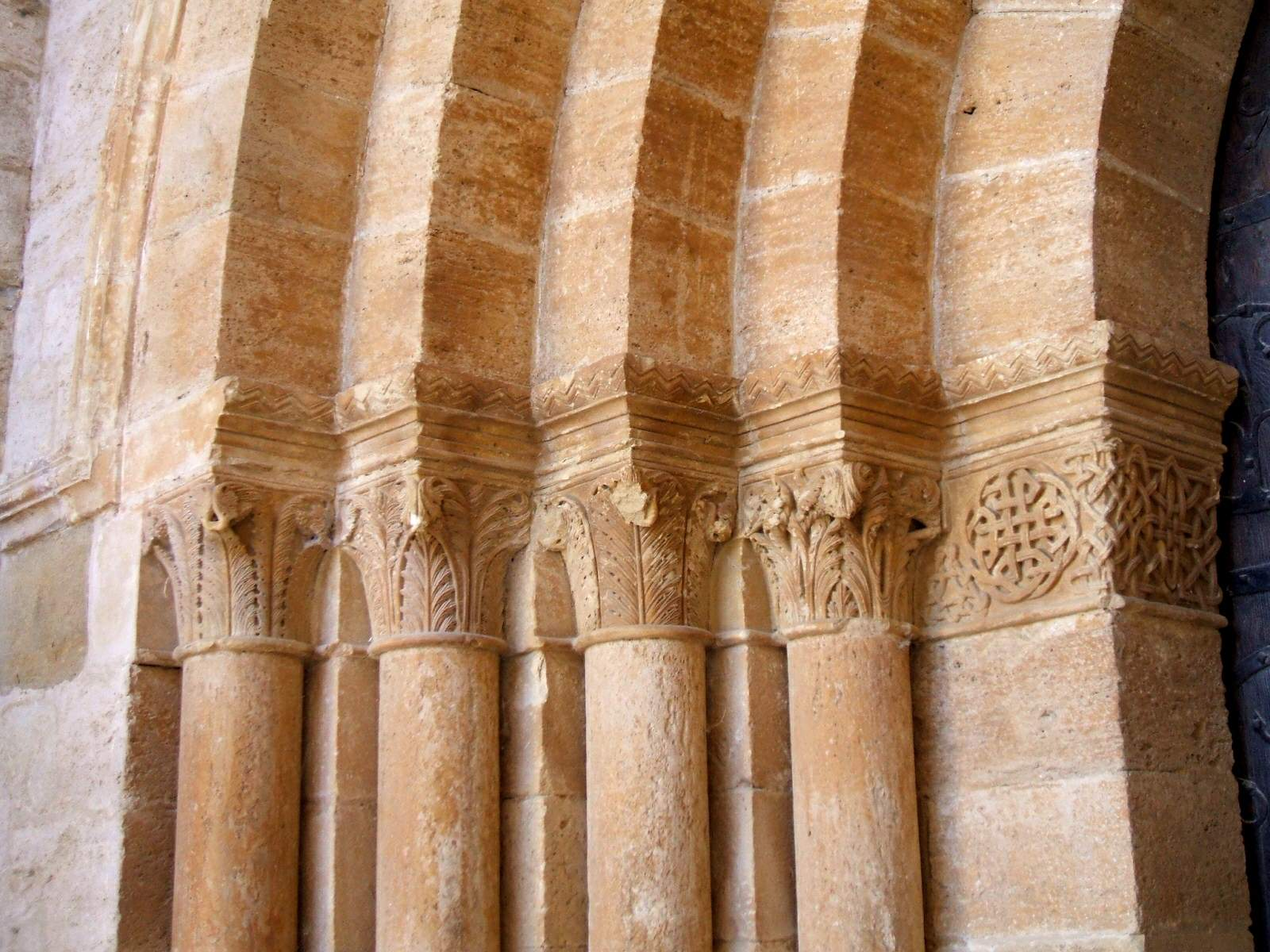
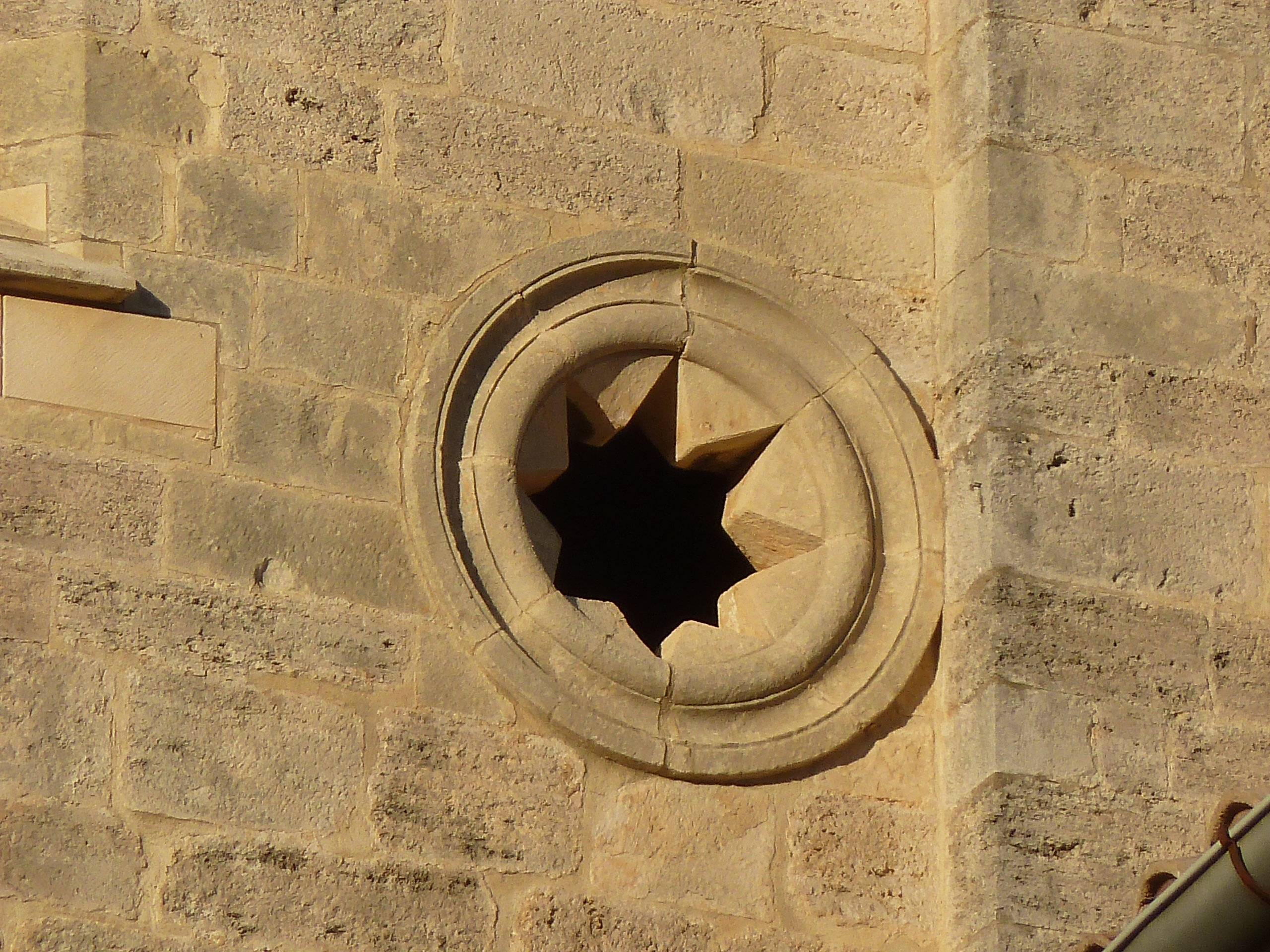
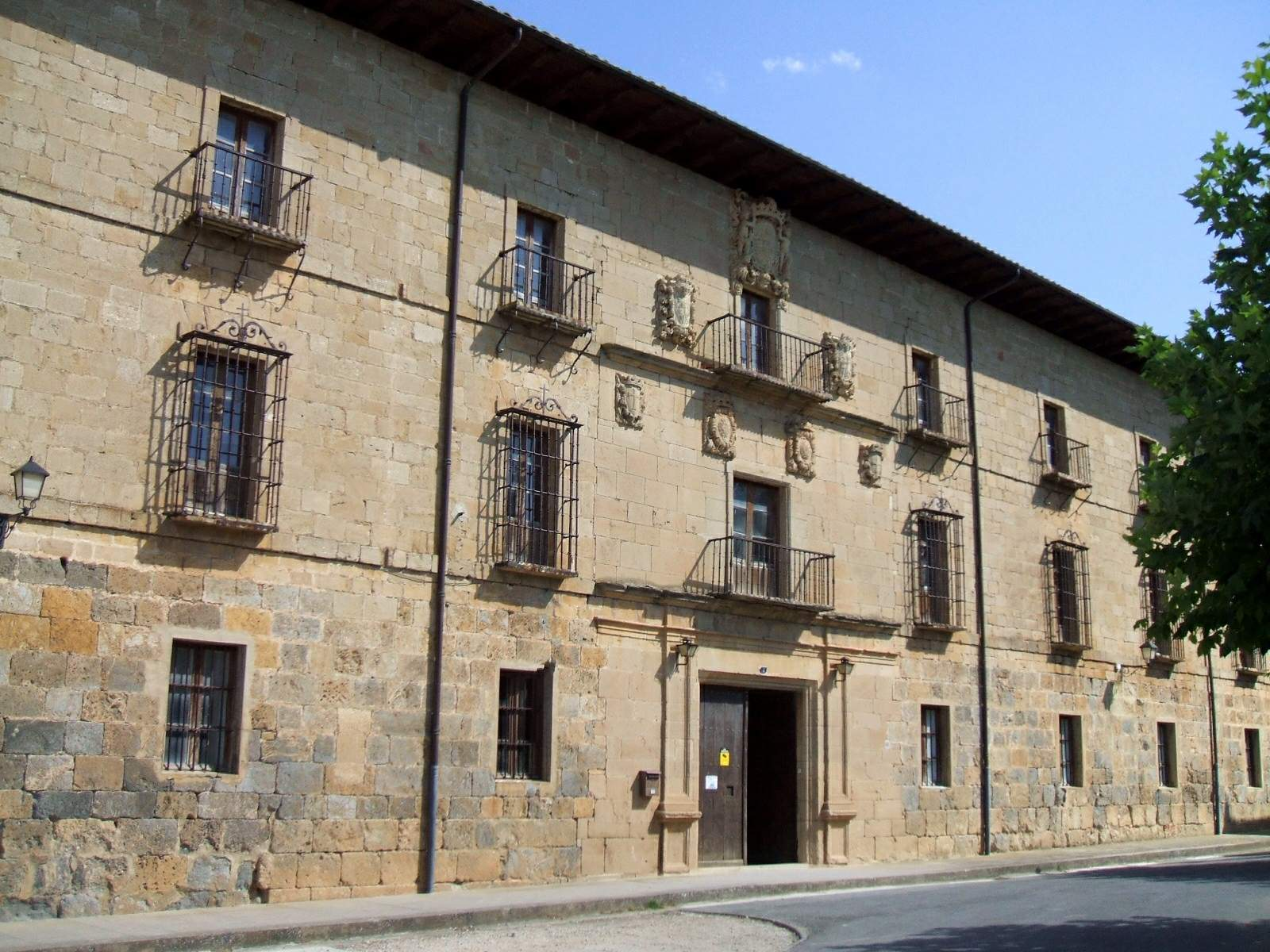
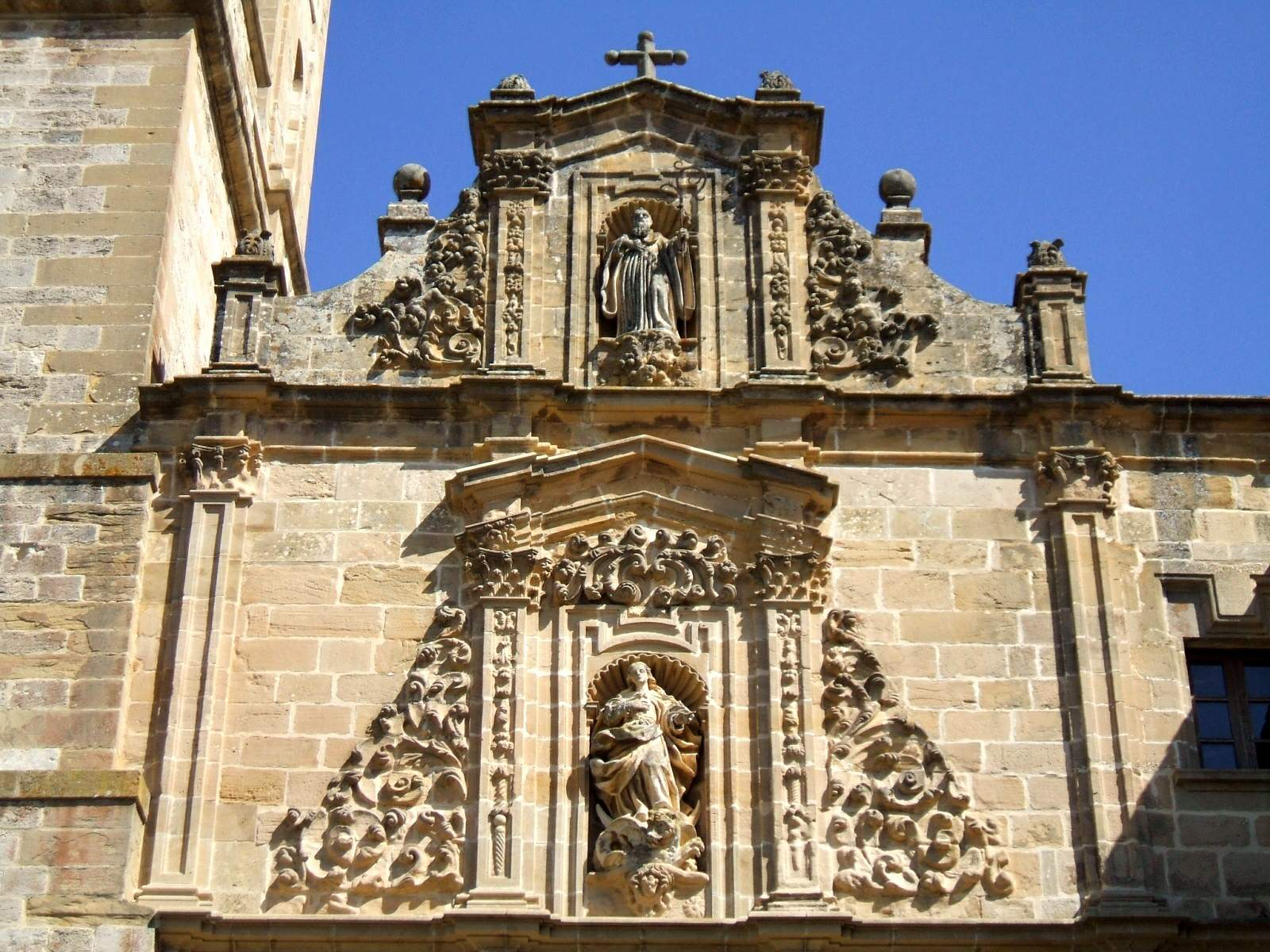
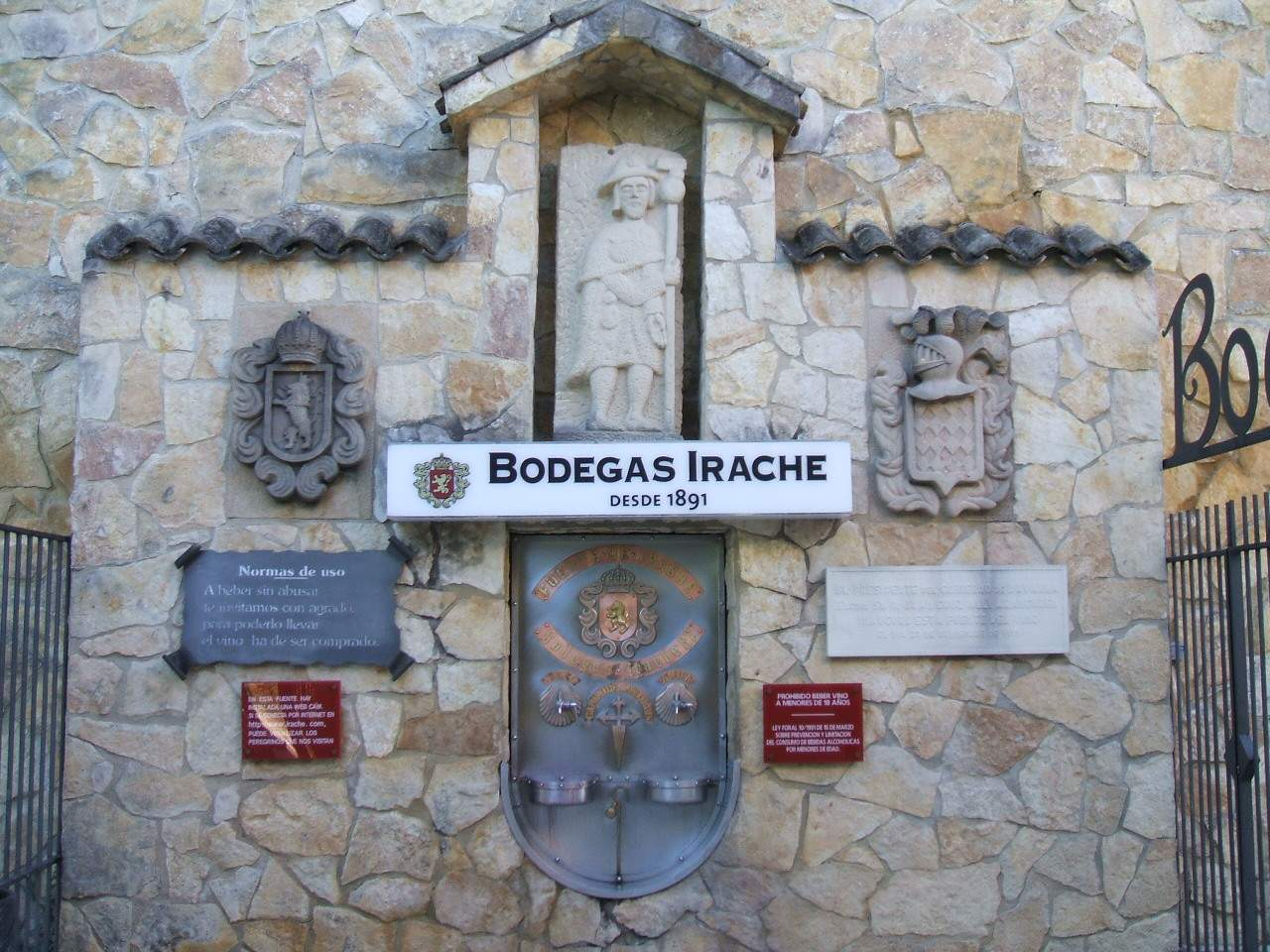

#### Portadas
La portada del oeste es data del siglo XIII y su románico ya está dejando paso al gótico. Por ello sus arcos son apuntados. En crismón adorna el arco de entrada y sobre él hay cinco arquivoltas sin adorno alguno que descansan en sendas pilastras sobre las jambas. Hay cuatro columnas a cada lado cuyos capiteles están decorados con motivos vegetales cistercienses.
La portada del lado norte, llamada de San Pedro, está conformada por cinco arquivoltas que se apoyan en columnas con capiteles del siglo XII muy deteriorados en los que se llegan a determinar algunos temas como luchas entre centauros y jinetes, animales fantásticos, palmetas y arpías, el sueño de San Martín y la repartición de la capa con un pobre. En la clave del primer arco se ubica un crismón.

#### Exterior
El exterior del ábside es fiel a la geometría interior. Tres semicírculos siendo el central el mayor. Este se divide en siete tramos o lienzos por medio de unos grandes contrafuertes. Se aprecian las ventanas y los óculos. La cornisa está adornada por una serie de canecillos ornamentados con diferentes motivos, cabezas monstruosas y humanas, animales reales... unos arcos tributados se apoyan en ménsulas adornadas de la misma forma que los canecillos. Los laterales, más bajos, están divididos mediante medias columnas adosadas. Sus capiteles están ornamentados con motivos historiados y cistercienses.
Sobre el crucero sobresale al cúpula de media naranja y el cimborrio octogonal que está adornado por unos cuerpos semicilíndricos de cubierta cónica y columnillas. Centrado entre los óvulos se abre un vano de medio punto alargado y estrecho. Al lado derecho de la entrada oeste se sitúa la torre, de estilo herreriano, que data del siglo XVII.

#### Tetramorfos
Uno de los elementos más característicos conservados en este monumento histórico son las «esculturas del tetramorfos que sustentan la cúpula del cimborrio». Como las describía José Esteban Uranga en 1942, están situados «en los cuatro ángulos del crucero, a la altura de los capiteles sobre los que apean los arcos torales y adosados al ángulo de los muros, sube el fuste de una columnilla, con su basa correspondiente, que remata en un bello capitel románico de grandes hojas finamente labradas; encima de este capitel y descansando en el mismo van las figuras de los evangelistas, en alto relieve, casi de bulto, de tamaño mayor que el natural, terminadas por las cabezas de los animales simbólicos; encima de éstos, emergen dos cabezas humanas, una a cada lado de la del evangelista, e inmediatamente arriba una especie de gran capitel de enormes hojas y sobre éste, una imposta con otras dos cabezas asimismo humanas, en los extremos, de las que arrancan sendos arcos de sencilla platabanda, prontamente interrumpidos por la destrucción de la antigua cúpula.» Son figuras «gigantescas, hieráticas, imponentes» que tratan de infundir visiones apocalípticas al observador.
El conjunto preservado en Irache guarda un estrecho paralelismo con el labrado en Armentia (Álava) en la Basílica de San Prudencio. En ambos conjuntos la forma de representar al tetramorfo es común, «con cuerpo de hombre, cabeza de símbolo y alas» donde «lo gigantesco va unido a lo monstruoso de la representación. Salvo el contrapunto que ofrece el personaje humano de Mateo, el resto se complace en romper el orden natural descabezando al humano para endosar una cabeza animal. Esta hibridación no es consecuencia literal de los textos bíblicos o patrísticos, sino un pie forzado por la persistencia de viejas tradiciones orientales y sin duda por una complacencia con trasfondos del inconsciente colectivo».

En un análisis artístico más pormenorizado, el prof. Martínez Álava resalta que «lo más característico son las figuras de tamaño algo mayor del natural que representa al tetramorfos. Las cabezas simbólicas de los evangelistas individualizan los cuerpos alados de ángeles. Su composición es plana y frontal, adaptando su disposición al sillar prismático sobre el que se labran.» Haciéndose eco de lo afirmado por la prof. Fernández-Ladreda afirma que «el escultor empleó sólo dos modelos en cuanto a la disposición de los plegados: uno define los cuerpos de San Juan y San Marcos; otro San Lucas y San Mateo. Buscan la volumetría por medio de óvalos y líneas incisas que se adaptan a ellos. Es la misma forma de tratar los ropajes de las claves. Las cabezas de los animales, aunque recuerdan a los repertorios del ábside, especialmente el águila, muestran menos personalidad. Las alas están trabajadas de diferente forma, coincidiendo con los plumajes ya descritos en las claves de los ángeles o en la portada de San Pedro. Quizá San Lucas, bastante deteriorado, sea el peor resuelto de los cuatro: es más estrecho, con las manos y la postura de los brazos mal dibujados, los pliegues rutinarios y geometrizados. Los otros tres son más proporcionados y naturalistas.»

Los tetramorfos debajo del cimborrio
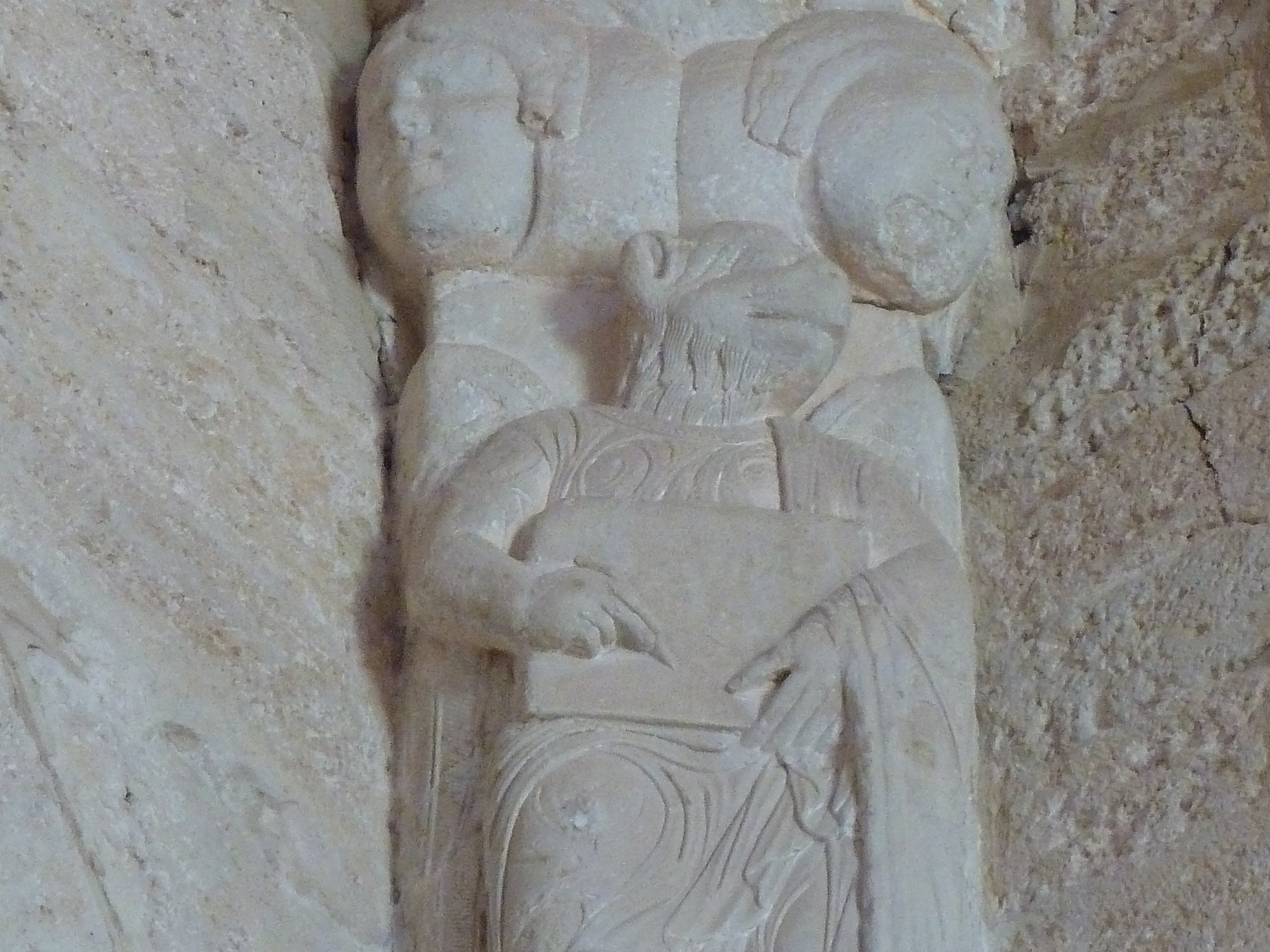
La cabeza de león simboliza a San Marcos
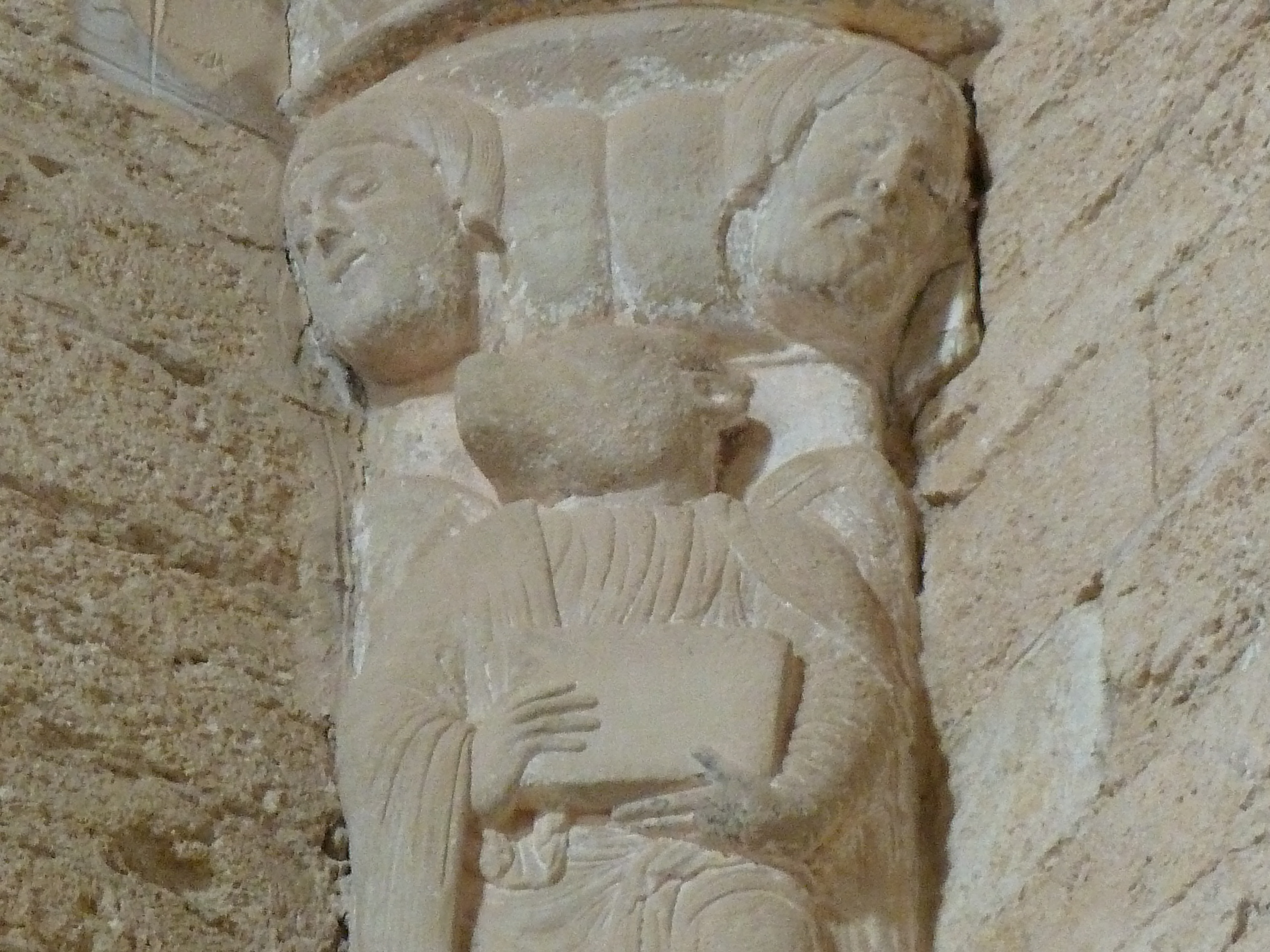
La cabeza de toro simboliza a San Lucas
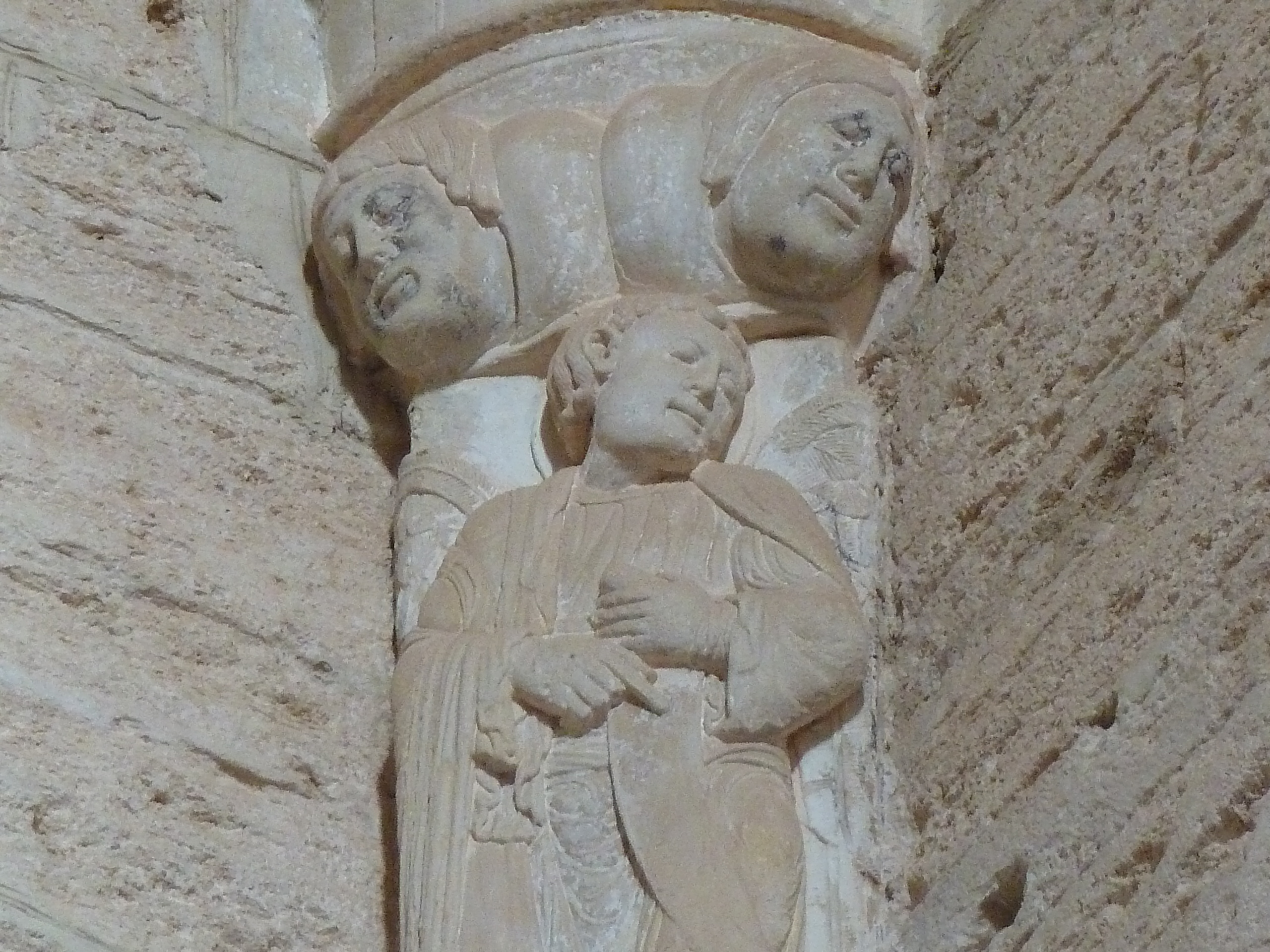
La cabeza humana simboliza a San Mateo
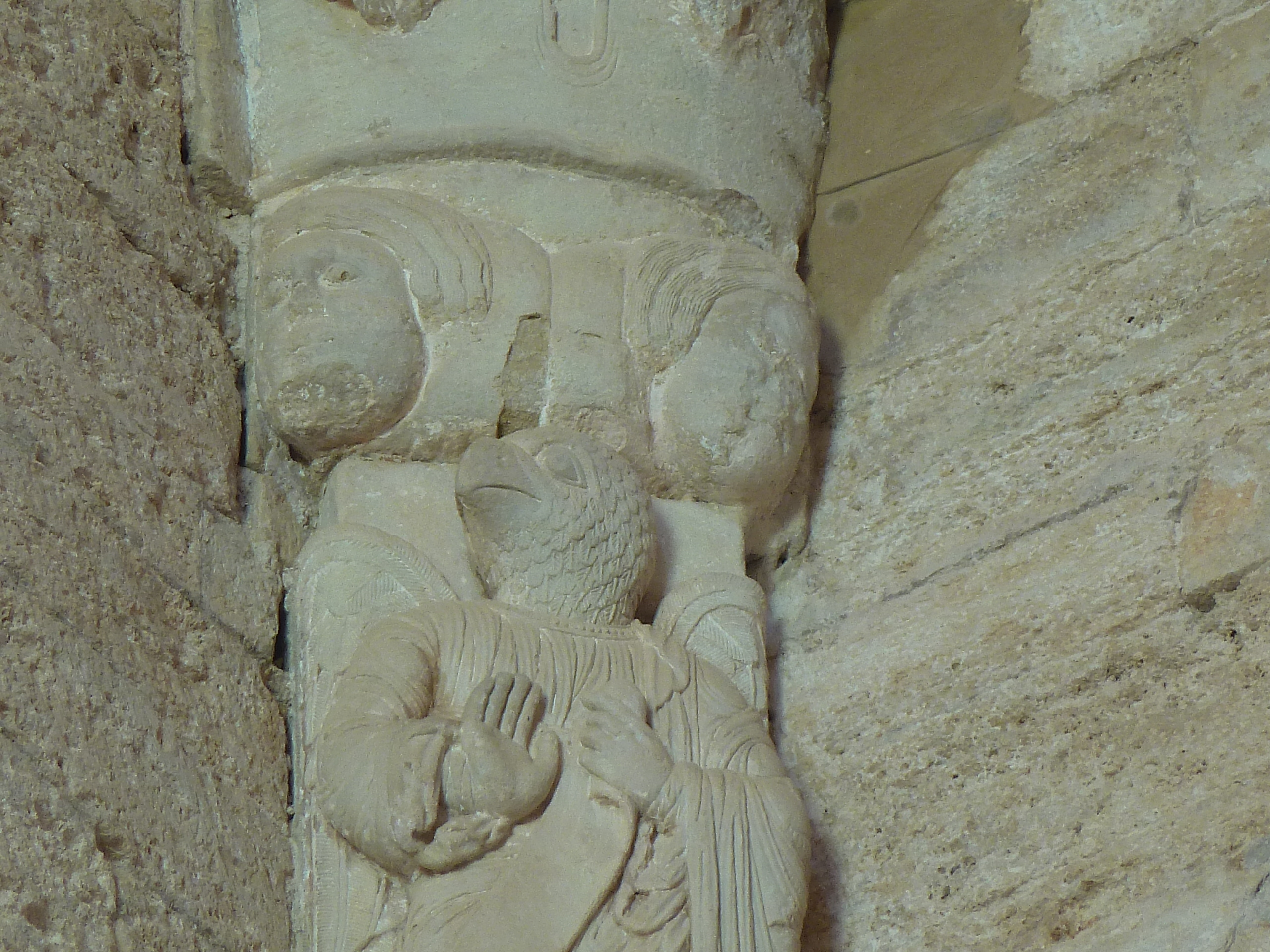
La figura del águila representa a San Juan

#### Retablos
Aunque en la actualidad forman parte de la iglesia de San Celedonio y San Emeterio de Dicastillo. Hasta un total de cinco retablos se trasladaron a la parroquia dicastillesa que había sufrido uno de los más devastadores episodios de las carlistadas bajo el incendio del 15 de octubre de 1839. El altar mayor, dedicado al abad irachense San Veremundo, cambió su advocación por la Virgen del Rosario con el correspondiente intercambio de imágenes. Otro tanto ocurrió con el altar dedicado a San Benito que, una vez en Dicastillo, fue reemplazado por San Emeterio y San Celedonio.

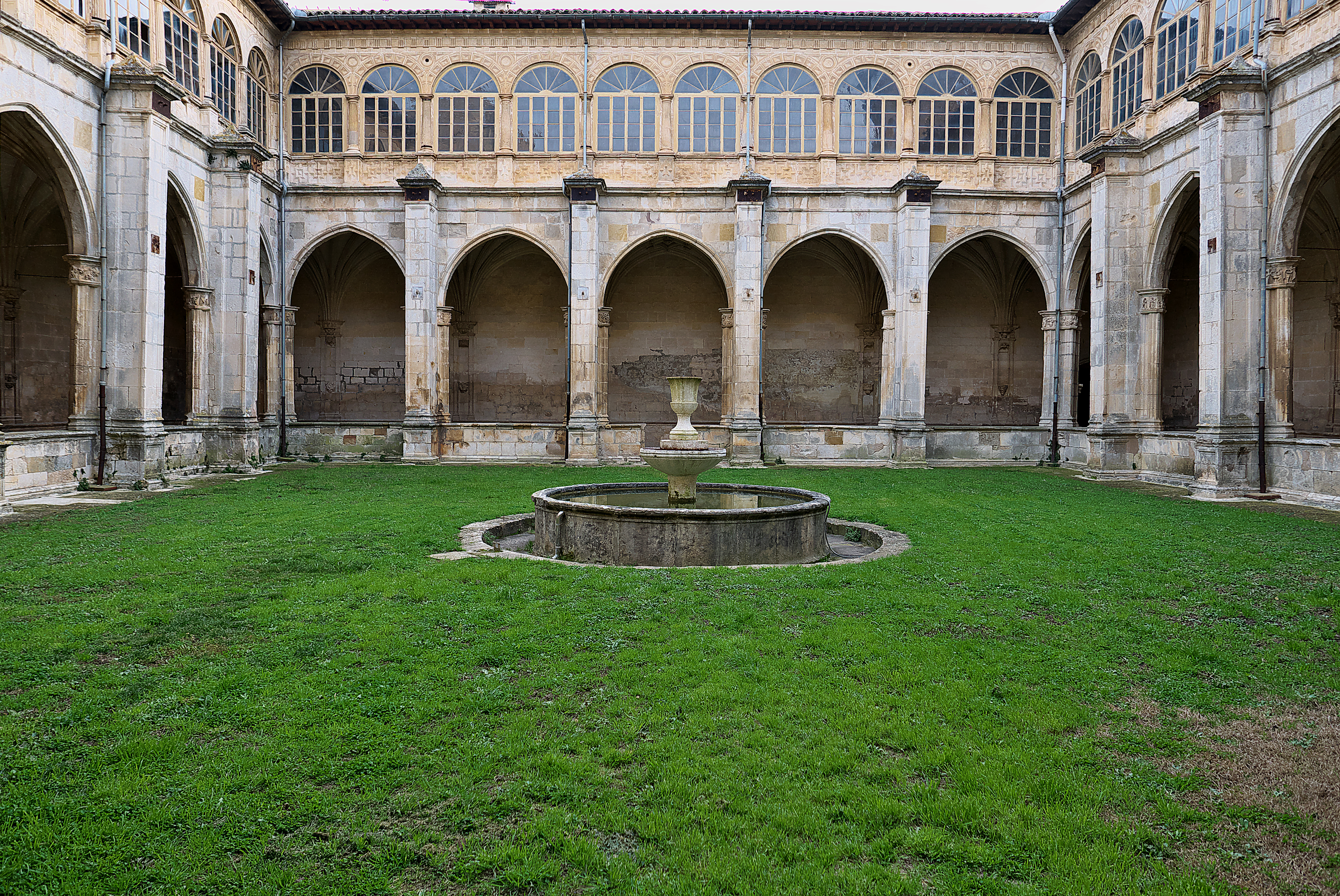
Claustro viejo

### Claustros
Irache posee dos claustros, uno el viejo ubicado en la parte sur y el nuevo en la parte oeste.
Claustro viejo.
El claustro viejo está comunicado con la iglesia por la puerta Preciosa. Es una construcción plateresca del siglo XVI obra de Martín de Oyarzábal. La puerta Preciosa, realizada al mismo tiempo, se debe a Juan de Aguirre.
Claustro nuevo
Construido en el siglo XVII se dividió por una edificación en el siglo XIX obteniendo dos patios, uno cuadrado y otro rectangular.

### Otros edificios
A la vez que se construyeron la torre y el claustro nuevo se realizaron las edificaciones necesarias para dar cobijo a la Universidad de Irache, todas ellas de estilo herreriano.

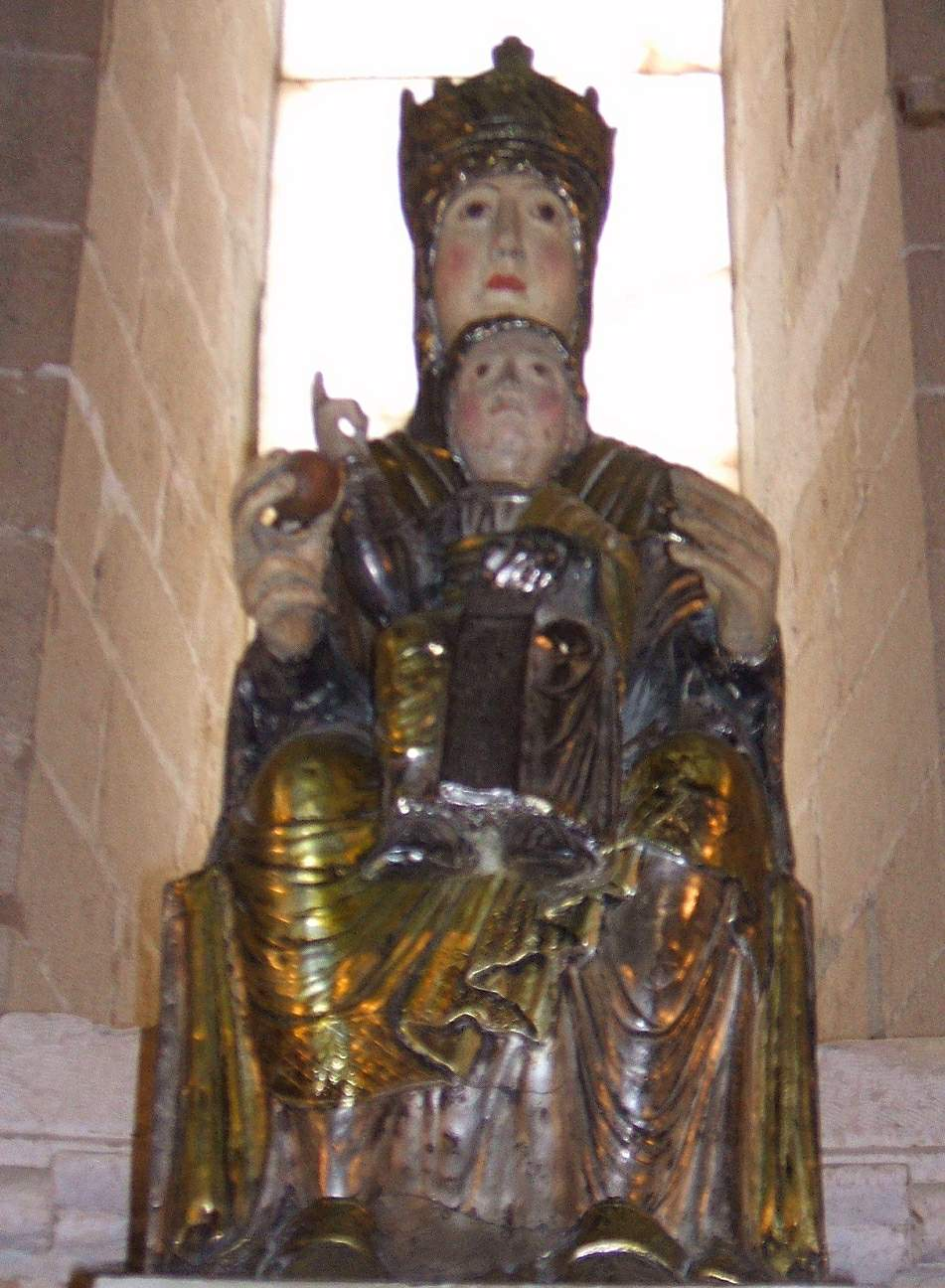
Santa María la Real de Irache. Copia de la original conservada en la parroquia de Dicastillo

## Santa María la Real de Irache
La imagen de Santa María la Real de Irache es uno de los mejores ejemplos de la imaginería navarra. Se trata, posiblemente, de la imagen mariana más antigua de Navarra. Junto a su «hermana gemela», Santa María la Real de Pamplona, dan paso a un gran conjunto de imágenes marianas inspiradas en estas dos, el conjunto más «importante y numeroso» dentro de la imaginería medieval mariana.
Respondiendo al tipo iconográfico de Sedes sapientiae, data de mediados del siglo XII y está realizada en madera policromada recubierta con plata, a excepción de las manos y la cara. La figura materna, deshumanizada, en un postura totalmente frontal, rígida y simétrica cuya finalidad es servir de «asiento de la sabiduría» para su hijo. La figura de Jesús responde a la segunda persona, el Hijo, de la Santísima Trinidad que simboliza la Suprema Sabiduría; su postura igualmente frontal, y alejada de reflejar la edad de un niño de su edad, levanta su diestra en actitud de bendecir al observador. Presenta una inusual y excepcional filacteria donde se lee: «Puer natus est nobis, venite adoremus. Ego sum alpha et omega, primus et novissimus Dominus.» Solo se conoce con este tipo de inscripción otro caso similar en una imagen suiza.

## Actualidad
En la actualidad la talla original se conserva en la iglesia parroquial de la localidad de Dicastillo. En el monasterio existe una copia de esta talla. Actualmente se siguen haciendo misas. Estas misas se hacen los domingos a las 11 de la mañana a la que acude un pequeño grupo de personas. Además se pueden hacer otro tipos de cosas que no tengan nada que ver con el cristianismo, por ejemplo en el año 2022 se rodo la primera y segunda temporada del '' internado del las cumbres '' esta serie fue grabada en el monasterio dándole un toque perfecto a la serie recordando viejos tiempos. Aquí se pueden celebrar comuniones, como  se hace desde hace décadas.  